# Хьорт, Грегори
Грегори Хьорт (англ. Gregory Hjorth; 14 июня 1963, Мельбурн — 13 января 2011, там же) — австралийский шахматист, международный мастер (1984). Профессор математики.

## Биография

### Научная деятельность
Крупный специалист в области математической логики. В 1993 г. защитил диссертацию на тему «О влиянии второго однородного неразличимого» ("On the influence of second uniform indiscernible") и получил степень PhD. Научный руководитель — У. Х. Вудин. Преподавал в Калифорнийском университете в Лос-Анджелесе и Мельбурнском университете. В 1998 г. участвовал в качестве приглашенного спикера в Международном конгрессе математиков в Берлине.
Наиболее значительный вклад в математику связан с теорией множеств. Хьорт разработал теорию турбулентности, используемую в отношении эквивалентности Бореля.
Был удостоен ряда престижных наград в области математики:
1993 — Первая премия Сакса (ASL);
1998 — Стипендия Фонда Слоуна;
2003 — Премия К. Карп (ASL);
2010 — Лекции Альфреда Тарского в Калифорнийском университете в Беркли (право читать курс лекций ; премия в области математической логики, учрежденная в память об А. Тарском).

### Шахматная деятельность
Серебряный призёр чемпионата Австралии 1980 г.
В составе сборной Австралии участник двух шахматных олимпиад (1984 и 1986 гг.).
Победитель чемпионата стран Содружества наций 1983 г. (1—2 места с Я. Роджерсом).
Победитель трех турниров Doeberl Cup (1982, 1985 и 1987 гг.).
Участник юниорских чемпионатов мира 1980 и 1982 гг.
Участник зонального турнира 1982 г.
Участник чемпионата Великобритании 1984 г.

### Смерть
Скоропостижно скончался от инфаркта.

## Спортивные результаты
| Год         | Город      | Соревнование                                   | + | − | = | Результат | Место         |
| ----------- | ---------- | ---------------------------------------------- | - | - | - | --------- | ------------- |
| 1977 / 1978 | Перт       | Чемпионат Австралии                            |   |   |   |           | [ 2 ] [ 3 ]   |
| 1980        | Аделаида   | Чемпионат Австралии                            |   |   |   |           | 2             |
|             | Дортмунд   | Юниорский чемпионат мира                       | 6 | 3 | 4 | 8 из 13   | 6—14          |
| 1981 / 1982 | Мельбурн   | Чемпионат Австралии                            |   |   |   | 6 из 13   | 22—23         |
| 1982        | Копенгаген | Юниорский чемпионат мира                       | 5 | 3 | 5 | 7½ из 13  | 12—16         |
|             | Канберра   | Турнир Doeberl Cup                             |   |   |   |           | 1             |
| 1983        | Мельбурн   | Чемпионат стран Содружества наций              |   |   |   |           | 1—2           |
| 1984        | Амстердам  | Международный турнир                           | 1 | 5 | 3 | 2½ из 9   | 20—22         |
|             | Нью-Йорк   | Опен-турнир                                    | 4 | 3 | 2 | 5 из 9    | [ 12 ] [ 13 ] |
|             | Брайтон    | Чемпионат Великобритании                       | 5 | 2 | 4 | 7 из 11   | 6—14          |
|             | Салоники   | XXVI Олимпиада (сборная Австралии, ?-я доска)  | 2 | 3 | 6 | 5 из 11   |               |
| 1985        | Канберра   | Турнир Doeberl Cup                             |   |   |   |           | 1             |
| 1986        | Дубай      | XXVII Олимпиада (сборная Австралии, ?-я доска) | 2 | 3 | 5 | 4½ из 10  |               |
| 1986 / 1987 | Аделаида   | Открытый чемпионат Австралии                   |   |   |   |           | [ 16 ]        |
| 1987        | Канберра   | Турнир Doeberl Cup                             |   |   |   |           | 1             |

## Изменения рейтинга
| Графики недоступны из-за технических проблем. См. информацию на Фабрикаторе и на mediawiki.org. |